# Mario Beut
Mario Beut Padrós (Arenys de Mar, 5 de mayo de 1933-Barcelona, 6 de agosto de 2022) fue un periodista, radiofonista y actor de doblaje español. 

## Trayectoria profesional
Tras estudiar Derecho, inicia su carrera radiofónica pasando por numerosas cadenas, como Radio Miramar, Radio Barcelona, la Cadena SER y la COPE, en la que sigue en activo en 2008. Paralelamente, desarrolló una trayectoria profesional como actor de doblaje, prestando su voz a actores como Jean-Paul Belmondo y Sidney Poitier.
En cuanto a su labor en televisión, fue uno de los pioneros, que se consagró a la popularidad, sobre todo en los años 60, presentando todo tipo de espacios culturales, de entretenimiento o concursos.
En 1958 se le concedió el Premio Ondas como Mejor Actor por su labor en Radio Barcelona, y en 1960 el de Mejor locutor.

## Trayectoria en TV
- Ayer noticia, hoy dinero (1961)
- Busque su pareja (1964)
- Tarjeta de visita (1964)
- La unión hace la fuerza (1964)
- Sonría, por favor (1964-1965)
- Verbena (1965)
- La palabra más larga (1966)
- Club mediodía (1967)
- Clan familiar (1968)
- La mar, ese mundo maravilloso (1968)
- Visto y oído  (1972)
- Conocemos España (1978)